# Jan Waterink
Jan Waterink (Den Hulst, 20 oktober 1890 - Amsterdam, 29 november 1966) was een Nederlandse predikant, psycholoog, pedagoog en hoogleraar.
Waterink kwam uit een gereformeerd gezin uit Nieuwleusen waarvan de vader predikant was en behaalde het gymnasiumdiploma aan het Gereformeerd Gymnasium te Kampen. Hierna behaalde hij zijn kandidaatsexamen theologie aan de Theologische School van de Gereformeerde Kerken in deze plaats. Hij ging werken als predikant in Appelscha en in 1917 in Zutphen. Hier volgde hij naast zijn werk anderhalf jaar lang colleges sociale geografie aan de Universiteit van Bonn.
Tevens begon hij aan een studie theologie aan de Vrije Universiteit te Amsterdam waar hij op 23 maart 1923 cum laude promoveerde tot doctor in de godgeleerdheid met het proefschrift Plaats en methode van de ambtelijke vakken. Na een leraarschap aan het Christelijk Lyceum in Zutphen werd hij in 1926 benoemd tot buitengewoon hoogleraar pedagogiek aan de faculteit der letteren en tegelijkertijd tot buitengewoon hoogleraar in de catechese aan de faculteit der godgeleerdheid van de VU. Beide hoogleraarschappen zou hij vijfendertig jaar lang bekleden tot de dag dat hij op 1 september 1961 met emeritaat ging. Op 15 december 1929 werd zijn leeropdracht pedagogiek omgezet in een gewoon hoogleraarschap in de pedagogiek, pedologie en psychotechniek. In de periodes 1936 tot en met 1937 en 1954 tot en met 1955 was hij tevens rector magnificus van de Vrije Universiteit.
In 1934 richtte hij het tijdschrift Moeder: practisch tijdschrift voor de vrouw in het gezin op.
Auteur van onder meer "Onze jonge koningin thuis", een biografie van koningin Juliana (1948), en "Onze prins in het publiek en binnenskamers", over prins Bernhard (1951). Tevens heeft hij enkele prinsessen psychologisch/pedagogisch getest, nadat hem om advies over hun opvoeding was gevraagd.

## Publicaties (selectie)
- Bij ons, in t' land der Saksers - Studies, schetsen en verzen uit Saksisch Nederland. Utrecht, 1925[1]
- De wet van God in de opvoeding. Kampen, Kok, 1963
- Opvoeding tot persoonlijkheid. De praktijk van de opvoeding. Kampen, Kok, 1964
- Basic concepts in Christian pedagogy. St. Catherines, Ontario, Paideia Press, 1980 (oorspronkelijke uitg. Grand Rapids, Mich., Eerdmans, 1954)
- Calvijn. Baarn, Hollandia, 2000, 2e druk.